# استان سانتا کروز (پرو)
استان سانتا کروز (به اسپانیایی: Provincia de Santa Cruz) یک استان در پرو است که در منطقه کاخامارکا واقع شده‌است. استان سانتا کروز ۱٬۴۱۷٫۹۳ کیلومتر مربع مساحت و ۴۹٬۳۰۲ نفر جمعیت دارد.